# Liste der Einträge im National Register of Historic Places im Somervell County
Die Liste der Registered Historic Places im Somervell County führt alle Bauwerke und historischen Stätten im texanischen Somervell County auf, die in das National Register of Historic Places aufgenommen wurden.

## Aktuelle Einträge
| Lfd. Nr. | Name                        | Bild | Datum der Eintragung | Adresse/Lage       | Ort       | ID       | Beschreibung |
| -------- | --------------------------- | ---- | -------------------- | ------------------ | --------- | -------- | ------------ |
| 1        | Barnard’s Mill              |      | 9. Sep. 1982         | 307 SW Barnard St. | Glen Rose | 82004523 |              |
| 2        | Somervell County Courthouse |      | 1. Aug. 1979         | Off TX 144         | Glen Rose | 79003008 |              |